# Débora Duarte
Débora Duarte, nume artistic al Déborei Susan Duke (n. 2 ianuarie 1950, São Paulo Brazilia), este o consacrată actriță braziliancă. Este fiica actorului Lima Duarte și a actriței Marisa Sanches.

## Biografie
La vârsta de cinci ani, era o fetiță inteligentă, carismatică, care dovedea, încă de pe atunci, un mare talent, fiind aleasă de către actrița Vida Alves pentru serialul "Ciranda, Cirandinha" (TV Tupi). Nu s-a mai oprit, dobândind foarte rapid recunoașterea artistică și devenind una dintre cele mai îndrăgite și respectate actrițe din Brazilia.
Pe lângă personajele interpretate la TV (în telenovele, seriale, miniseriale, teatru TV), care au depășit deja numărul de 60, a făcut multe piese de teatru, dar și filme, fotonovele, etc. Este, în continuare, în plină activitate.
Este și poetă.
S-a căsătorit de două ori, prima oară cu actorul Wladimir Nikolaief și a doua oară cu cântărețul Antônio Marcos. Are două fiice, Daniela Gracindo (n. 1975) și Paloma Duarte (n. 1977), amândouă actrițe și ele.

## Filmografie

### Televiziune
- 2012 - Lado a Lado, Eulália Praxedes
- 2011 - Cordel Encantado, Amália
- 2010 - Tempos Modernos, Tertuliana
- 2009 - Toma Lá, Dá Cá, Moacira
- 2008 - Três Irmãs, Florinda
- 2008 - Dicas de Um Sedutor, Mama lui Carlos
- 2007 - Paraíso Tropical, Hermínia
- 2004 - Como uma onda , Alice Prata
- 2003 - Canavial de paixões, Teresa Giácomo
- 2002 - O quinto dos infernos, Amália
- 2001 - Porto dos Milagres, Olímpia
- 1999 - Terra Nostra, Maria do Socorro
- 1998 - Hilda Furacão, Tia Sãozinha
- 1995 - Explode Coração, Marisa
- 1994 - Pátria Minha, Carmita Bevilácqua
- 1993 - Sonho Meu, Mariana
- 1991 - Grande pai , Maria
- 1989 - Cortina de Vidro, Giovana
- 1988 - Copilul la bord, Joana Mendonça
- 1987 - A Rainha da Vida, Estela
- 1984 - Corpo a Corpo, Eloá Pelegrini
- 1984 - Partido Alto, Laura
- 1984 - Padre Cícero, Maria de Araújo
- 1984 - Anarquistas, Graças a Deus, Angelina Gattai
- 1983 - Parabéns pra você, Maria Rita
- 1982 - Elas por elas , Rosa
- 1981 - Jogo da vida , Beatriz Madureira
- 1980 - Coração alado , Catucha
- 1979 - Cara a cara , Regina
- 1977 - O profeta , Carola
- 1975 - Pecado capital , Vilminha Lisboa
- 1975 - Escalada
- 1974 - O espigão , Dora
- 1973 - Carinhoso , Marisa
- 1972 - A patota , Nely
- 1971 - Bicho do mato , Ruth
- 1971 - Editora Mayo, bom dia, Jô
- 1970 - Toninho on the Rocks, Anita
- 1970 - As bruxas , Stella
- 1969 - João Juca Jr.
- 1968 - Beto Rockfeller, Lu
- 1968 - O homem que sonhava colorido
- 1968 - O décimo mandamento , Mariana
- 1967 - O grande segredo , Nina
- 1967 - O morro dos ventos uivantes, Catarina tânără
- 1966 - Ninguém crê em mim, Martinha
- 1965 - Ana Maria, meu amor
- 1965 - O pecado de cada um, Mônica
- 1965 - A outra, Carina
- 1964 - Gutierritos, o drama dos humildes
- 1964 - Quem casa com Maria?, Maria das Graças
- 1958 - Os miseráveis, Cosette

### Cinema
- 1987 - A menina do lado
- 1974 - Pontal da solidão
- 1970 - Céleste

## Premii
Premii APCA (Asociația Criticilor de Artă din São Paulo):
- Cea Mai Bună Actriță - Televiziune
  - 2000 Terra Nostra
  - 1985 Corpo a Corpo
- Cea Mai Bună Actriță - Teatru
  - 1990 Vida de Artista
- Actriță Revelație - Teatru
  - 1967 O Sistema Fabrizzi

Premii "IMPRENSA"
- Cea Mai Bună Actriță
  - 1969 Beto Rockfeller